# Terminal (Ayumi Hamasaki)
Terminal è un singolo della cantante giapponese Ayumi Hamasaki, pubblicato nel 2014 come estratto dall'album Colours.
Il singolo è stato realizzato assieme al DJ olandese Armin van Buuren.

## Tracce
- Download digitale

1. Terminal (Dub Radio Mix) – 2:53
2. Terminal (Dub Mix) – 4:33

- Singolo (Giappone)

1. Terminal (Original Mix) – 5:44
2. Terminal (Dub Mix) – 4:35
3. Terminal (Hackjack Mix) – 5:45